# Scandinavian Jawbreaker
Scandinavian Jawbreaker är ett musikalbum av kängpunkbandet Anti-Cimex. Släpptes 1992 på Vinyl Japan.

## Låtlista
1. Braincell Battle
2. Only in Dreams
3. Dogfight
4. Hatred
5. Scandinavian Jawbreaker Part I
6. Scandinavian Jawbreaker Part II
7. New Blood
8. Pain (U Bring Me)
9. Of Ice
10. Heading For Hell
11. Rust Never Sleep
12. Nailbiter